# Alžběta Uherská (1236–1271)
Alžběta Uherská (1236 – 24. října 1271) byla rýnská falckraběnka a bavorská vévodkyně, dcera uherského krále Bély IV. a byzantské princezny Marie Laskariny.

## Život
Alžběta se provdala za mladého bavorského vévodu Jindřicha XIII. roku 1250. Vévoda Jindřich se roku 1255 dohodl s bratrem Ludvíkem o rozdělení země na Dolní a Horní Bavorsko a Jindřich s rodinou se usídlil u Landshutu na hradě Burghausen. Roku 1257 se jinak nespolupracujícím bratrům podařilo odrazit útok českého krále Přemysla Otakara II. věčného soka Alžbětina otce.
Alžběta dala Jindřichovi deset dětí a zemřela v říjnu 1271, půl roku po narození nejmladšího syna Štěpána a je pohřbena ve wittelsbašském rodovém klášteře Seligenthal.